# Cytora ampla
Cytora ampla es una especie de molusco
gasterópodo de la familia Pupinidae. 

## Distribución geográfica
Se encuentra en Nueva Zelanda